# Galerie Paffrath

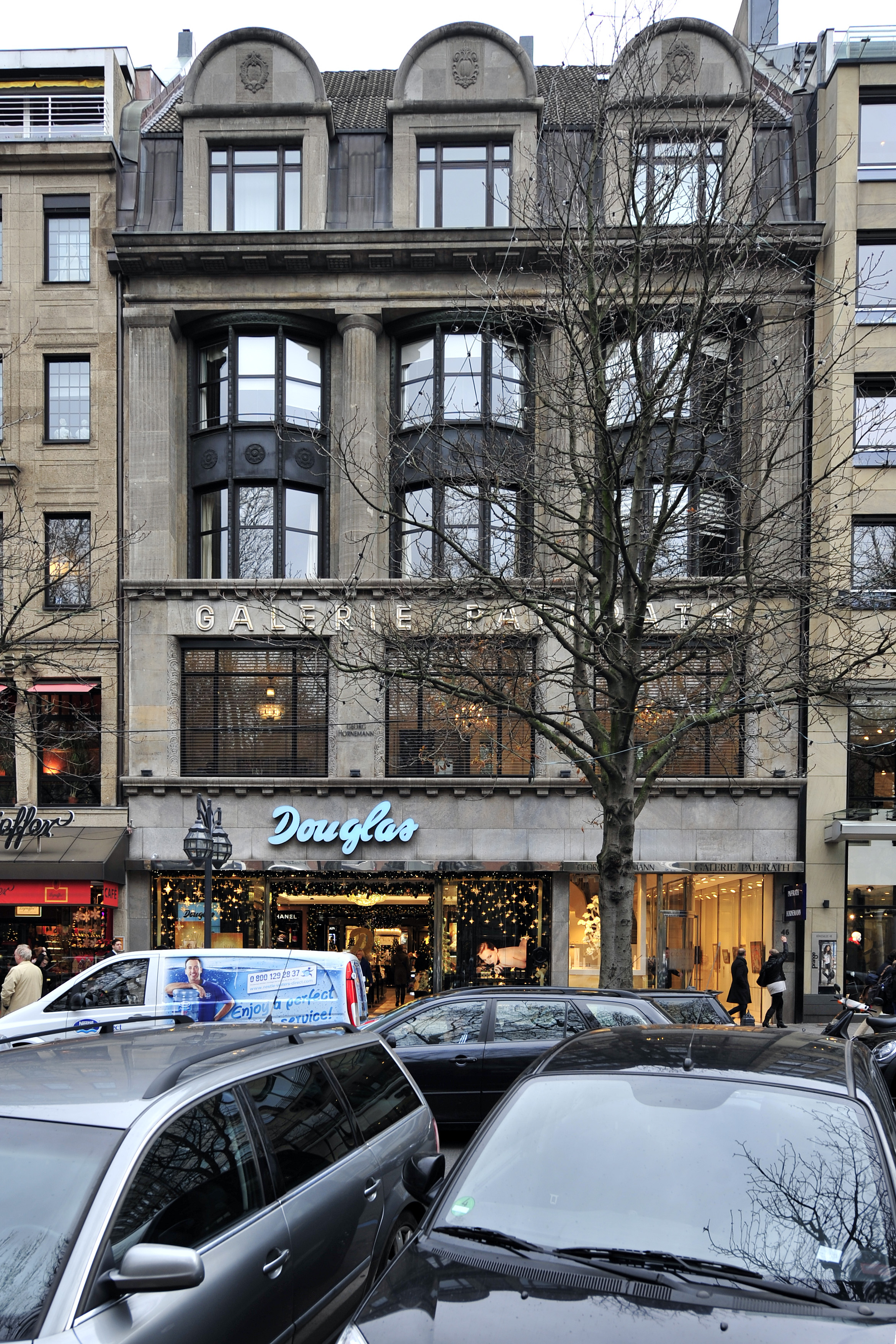
Königsallee 46.

La Galerie Paffrath est une galerie d'art à Düsseldorf spécialisée dans les peintures du XIXe siècle.

## Profil
La galerie Paffrath est spécialisée dans les peintures du XIXe siècle, en particulier aux œuvres de peintres de l'école de Düsseldorf, dont Andreas Achenbach et Oswald Achenbach, Max Clarenbach, Hugo Mühlig, Johann Wilhelm Preyer. La galerie vend également des peintures de peintres modernistes et des œuvres d'artistes scandinaves du XIXe siècle comme Peder Mönsted ou Johan Laurentz Jensen.
En plus des expositions monographiques sur des artistes individuels, la galerie Paffrath présente les nouvelles acquisitions de la galerie deux fois par an, au printemps et en automne, pendant deux semaines chacune dans une exposition du même nom.

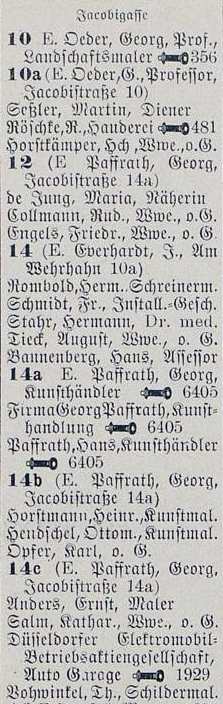
Oeder et Paffrath, Jacobistrasse en 1910.

## Histoire
En 1867, le maître charpentier Johann Baptist Paffrath (1812–1880) fonde une entreprise à Düsseldorf. Son atelier de menuiserie est au début des années 1860 au 3, Ritterstraße (de), dans lequel il fabrique les caisses de transport pour les œuvres des peintres de l'École de peinture de Düsseldorf et des professeurs de l'Académie des beaux-arts qui sont convoitées à l'étranger. Il crée également des ateliers pour les artistes. Les peintres restent souvent redevables du montant de la facture et donnent à la place des tableaux en paiement. La base de la galerie est en quelque sorte constituée par les « dettes de caisses ». C'est ainsi que le commerce d'art commence, à côté de la menuiserie, dans la Jacobistraße, au no 10 (1865) et au futur no 14a (après 1870), juste à côté de l'association d'artistes Malkasten sur la propriété de Georg Oeder,. Le déménagement dans la maison du no 14a, qui se trouve sur la propriété de l'ancienne sucrerie Jacobi (de), est nécessaire avant qu'Oeder ne fasse construire sa maison au 10 Jacobistrasse (de) dans le Jardin de Cour de Düsseldorf (de) en 1872.
Son fils Georg Paffrath (1847–1925) reprend la concession d'art en 1878 (située à Jacobistraße 14a) et la développe en une galerie d'art alors que Düsseldorf devient une ville industrielle et commerciale prospère. En 1914, l'entreprise déménage dans la maison de la Königsallee 46 qui a été construite par l'architecte Hermann vom Endt (de).
En 1918, les deux fils Hans Paffrath (1877-1958) et Georg Paffrath (1881-1944) reprennent la galerie et en partagent la direction commerciale et artistique jusqu'en 1944. Ils élargissent la gamme pour inclure l'Art moderne et établissent des relations avec des artistes et des collectionneurs d'Angleterre, d'Italie, de France, de Scandinavie et des États-Unis et font de Paffrath une galerie d'art internationale. En outre, il travaille intensivement en tant que consultant pour de grands musées allemands.
Après les destructions de la Seconde Guerre mondiale, Hans-Georg Paffrath (de) reconstruit la galerie à partir de 1948, poursuit la tradition que son arrière-grand-père a établie en 1867, et milite pour la revalorisation de la galerie, qui a entre-temps été éclipsé par l'école de peinture « moderne » de Düsseldorf. En 1987, Hans Paffrath reprend la direction de la galerie de son père.

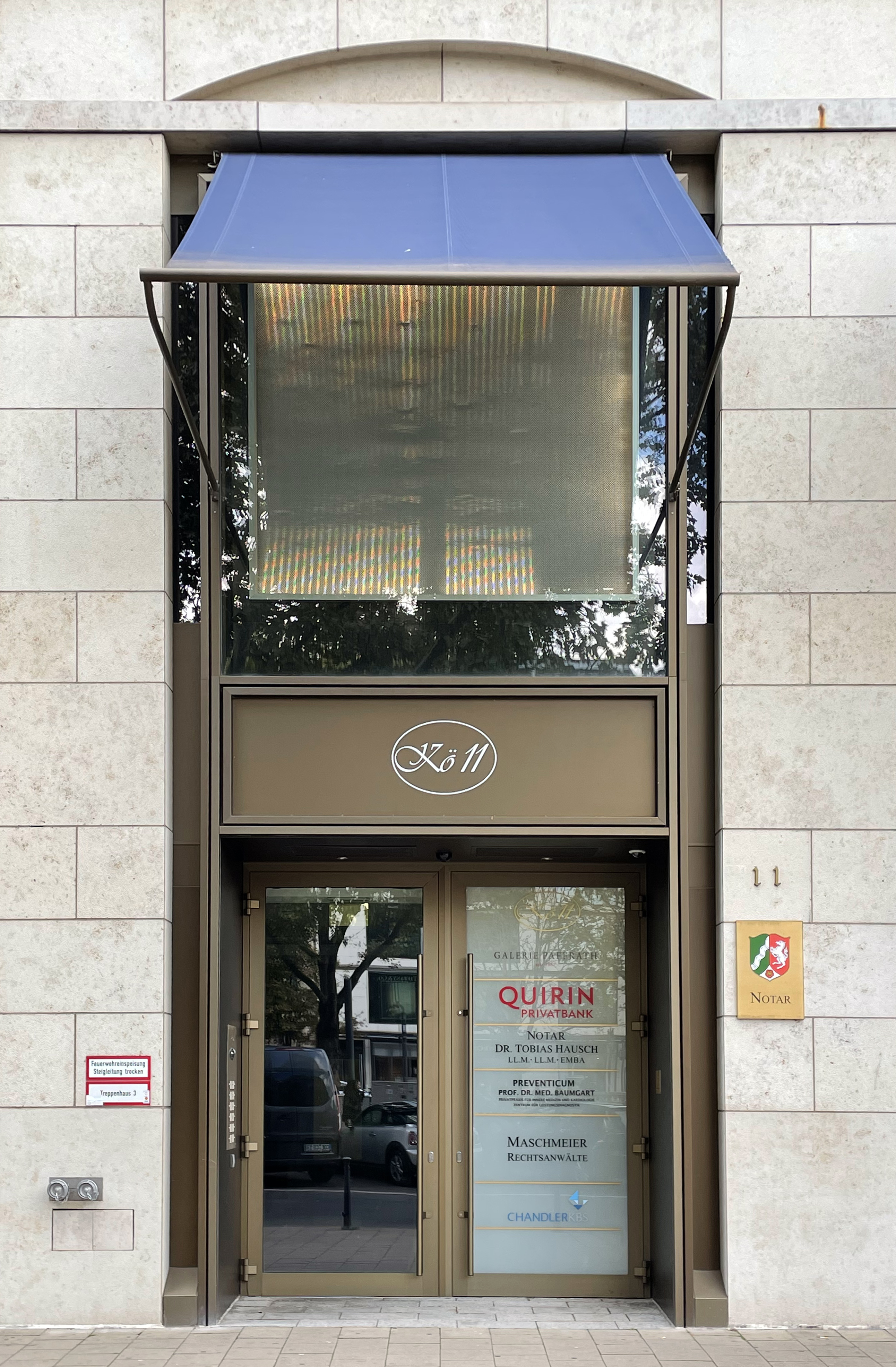
Breidenbacher Hof, Königsallee 11 (2022).

En avril 2022, la Galerie Paffrath déménage au Breidenbacher Hof, où plus de deux fois plus d'espace est disponible au septième étage de 800 mètres carrés. La société mère de la Königsallee 46 est passée aux mains du groupe Düsseldorf Centrum.

## Publications de la Galerie Paffrath
- 125 Jahre Galerie G. Paffrath 1867–1992. Jubiläumsausstellung. Galerie G. Paffrath, Düsseldorf 1992
- Kunstmuseum Düsseldorf im Ehrenhof, Galerie Paffrath (Hrsg.): Lexikon der Düsseldorfer Malerschule 1819–1918. 3 Bände. Bruckmann, München 1997–1998,  (ISBN 3-7654-3009-9),  (ISBN 3-7654-3010-2),  (ISBN 3-7654-3011-0)
- Die Galerie, 150 Jahre Galerie Paffrath, Galerie G. Paffrath, Düsseldorf 2017